# セントルイス・ブラウンストッキングス (1875-1877年)

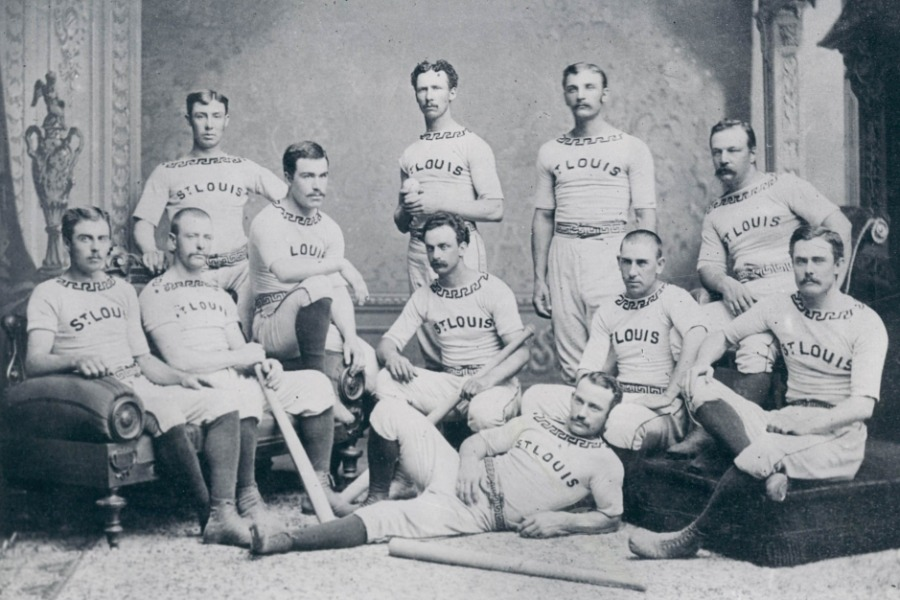
セントルイス・ブラウンストッキングス(1876年)

セントルイス・ブラウンストッキングス（St. Louis Brown Stockings）は、1875年から1877年まで、アメリカ合衆国ミズーリ州セントルイスを本拠地とし、ナショナル・アソシエーションとメジャーリーグのナショナルリーグに所属していたプロ野球チーム。

## 球団史
1875年に球団は創設され、当時強かったシカゴ・ホワイトストッキングス（のちのシカゴ・カブス）などにならって、「ブラウンストッキングス」という愛称をつけられた。同年ナショナル・アソシエーションに加盟、セントルイスにあったグランド・アベニュー・グラウンズを本拠地とした。投手の中心はジョージ・ブラッドリーで、高い打率と俊足を誇ったリップ・パイクとジョー・バッティンが攻撃の中心だった。また同年、後の300勝投手であるパッド・ガルヴィンがデビューした球団でもある。
1875年を最後にナショナル・アソシエーションが解散した後、チームは翌年発足したナショナルリーグに加盟した。1876年6月15日、チームの主力投手だったジョージ・ブラッドリーがメジャーリーグ史上最初のノーヒットノーランを達成するなどの活躍をし、この年チームは7割以上の勝率を上げた。
しかし翌1877年はブラッドリーやリップ・パイクが他チームに移籍し、チームは得点力不足に陥って成績が低迷する。球団は補強を画策し、ルイビル・グレイズの主力選手だったジム・デブリン、ジョージ・ホールと移籍の契約を結んだ。しかしこの両選手は、同年に起こったグレイズの八百長試合スキャンダルに巻き込まれ、後日ナショナルリーグから永久追放処分を受けることになる。ブラウンストッキングスは、このスキャンダルの余波を受ける形で同年倒産に追い込まれた。球団のフランチャイズ権は地元セントルイスの資産家に1800ドルで買い取られ、5年後の1882年に現在のセントルイス・カージナルスに至る新たな球団ができることになる。

## 戦績
| 年度   | リーグ | 試合 | 勝利 | 敗戦 | 勝率 | 順位 | 監督                                      | 本拠地             |
| ------ | ------ | ---- | ---- | ---- | ---- | ---- | ----------------------------------------- | ------------------ |
| 1875年 | NA     | 70   | 41   | 43   | .488 | 4位  | ディッキー・ピアース                      | Grand Avenue Park  |
| 1876年 | NL     | 64   | 45   | 19   | .703 | 3位  | メイズ・グラッフェン ジョージ・マクマナス | Sportsman's Park I |
| 1877年 | NL     | 60   | 28   | 32   | .408 | 4位  | ジョージ・マクマナス                      | Sportsman's Park I |

## 所属した主な選手
- ジョー・バッティン
- リップ・パイク
- ジョージ・ブラッドリー：主力投手。メジャーリーグ史上初のノーヒットノーラン達成。
- パッド・ガルヴィン：1年だけ在籍。通算300勝以上を上げ、アメリカ野球殿堂入りした。

## 主な球団記録
- 通算安打数：201（ジョー・バッティン）
- 通算打点数：101（ジョー・バッティン）
- 通算得点数：116（リップ・パイク）
- 通算勝利数：78（ジョージ・ブラッドリー）
- 通算奪三振：163（ジョージ・ブラッドリー）